# Bombă cu cuie

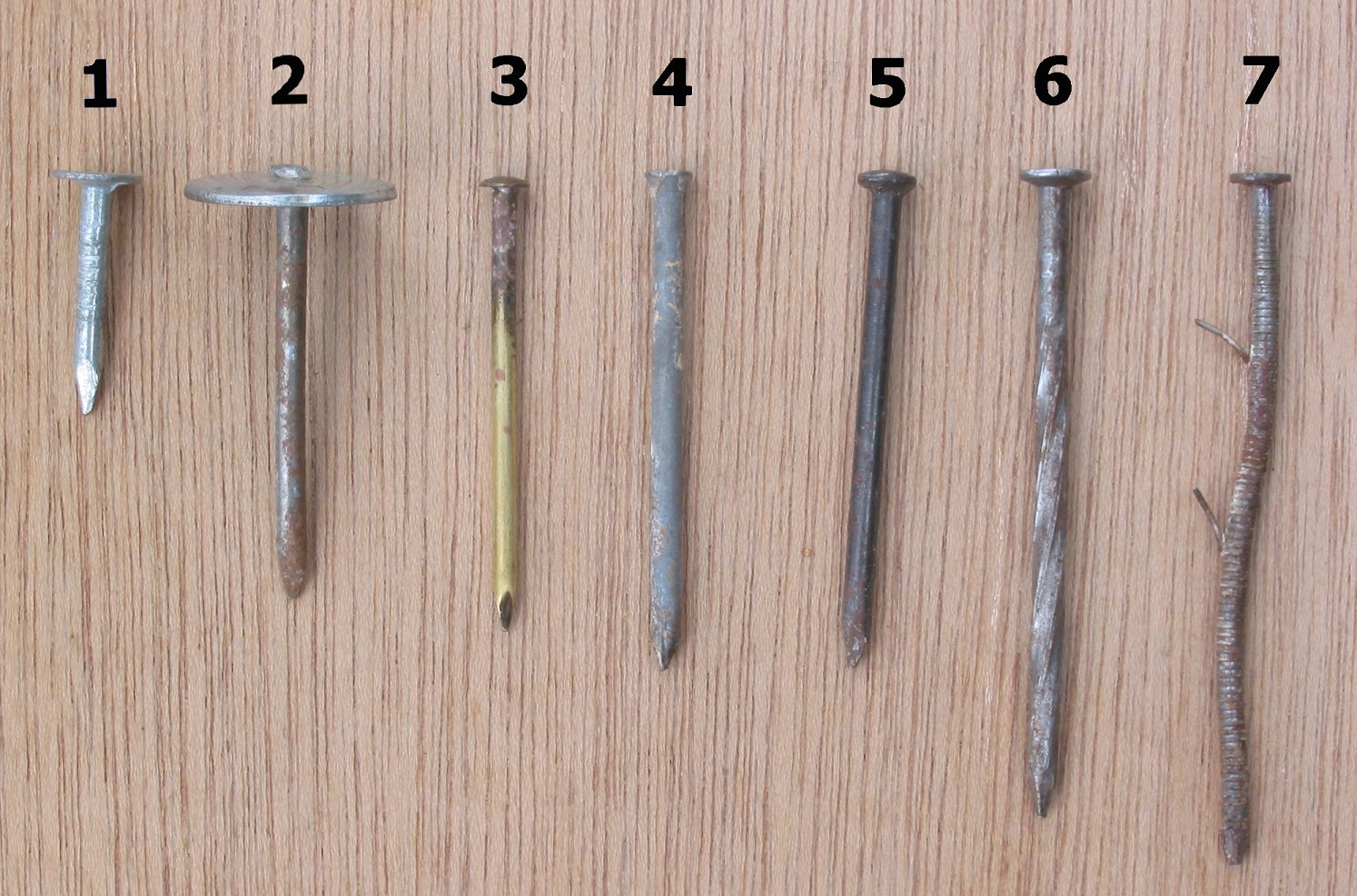
Un sortiment de cuie

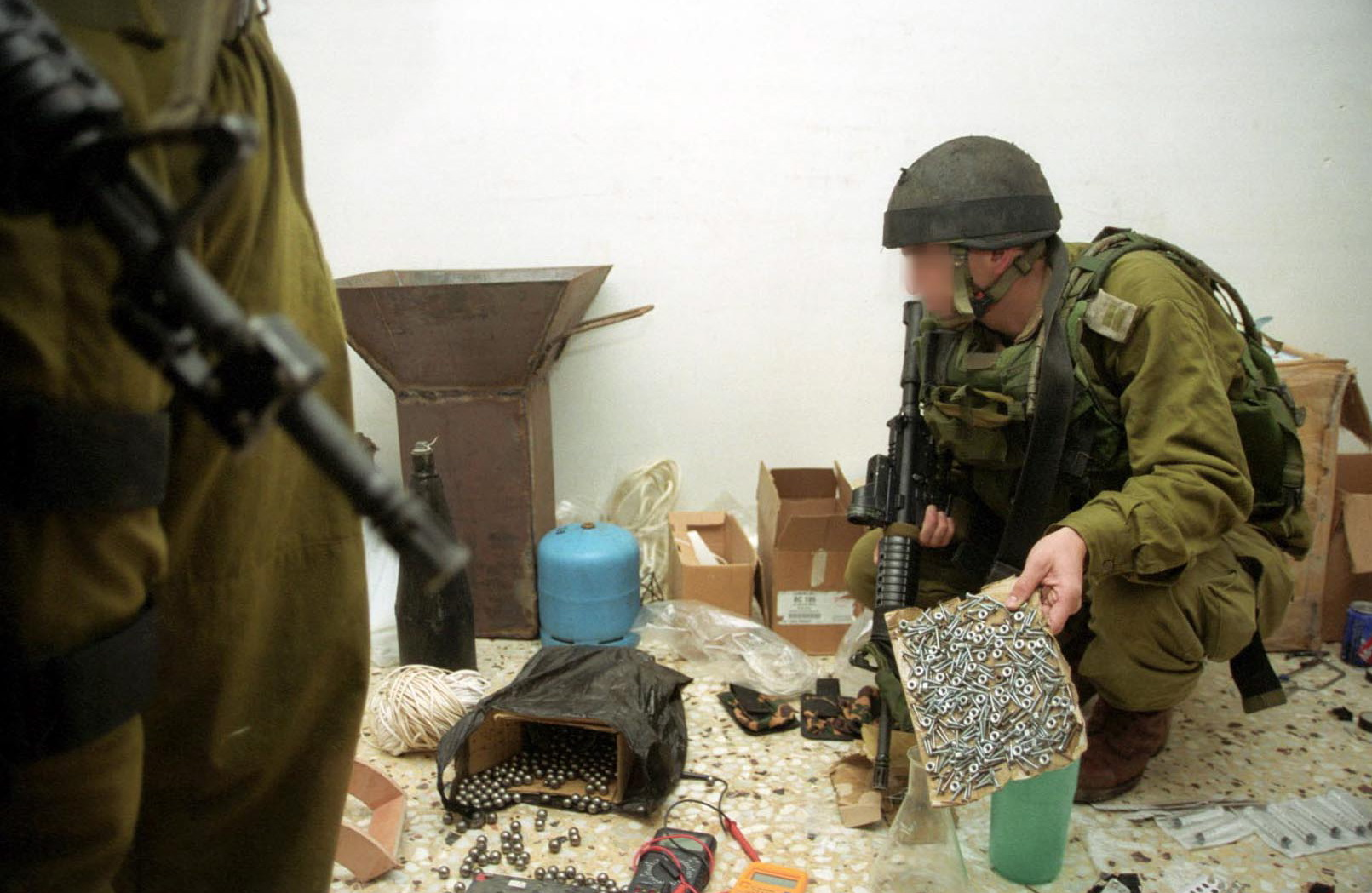
Soldații Forțelor de Apărare Israelului examinând o fabrică de explozibili din Nablus conținând diverse sortimente de șrapnele improvizate, 2002.

O bombă cu cuie este un dispozitiv exploziv antipersonal ce conține cuie pentru a crește eficiența în rănirea victimelor.
Cuiele acționează ca șrapnel⁠(d), ducând la un număr mult mai ridicat de victime rănite decât explozia ar fi putut singură. Un explozibil cu șrapnel este, de asemenea, și o armă de tip "flechette". Astfel de arme folosesc bucăți de șrapnel (bile de oțel, cuie, șuruburi, ace, lame și alte obiecte metalice mici) pentru a crea o rază mai mare de distrugere. 
Explozibilele cu șrapnel sunt des folosite de teroriști, inclusiv de atacatorii sinucigași⁠(d), deoarece provoacă un număr mai larg de victime când detonarea are loc în locuri aglomerate.
Explozibilele cu șrapnel pot fi detectate de senzori electromagnetici și detectoare de metale ordinare.

## Incidente ce implică bombe cu cuie

### Înainte de anii 2000
• Pe data de 6 martie 1970, în explozia casei din satul Greenwich⁠(d), trei membri ai "Furtuni Subterane" (Weather Underground⁠(d)) au fost uciși în explozia accidentală a unei bombe cu cuie, destinată să fie detonată la un dans subofițerilor la baza armată din Fort Dix⁠(d), New Jersey.
• Mai multe atacuri ce implicau bombe cu cuie au avut loc în timpul Problemei Irlandeze în Irlanda de Nord, fie de către republicani⁠(d), fie de către loiali⁠(d).
• Personajul mafiei americane Philip Testa⁠(d) a fost ucis de o bombă cu cuie în Philadelphia în 1981.
• Mark Hofmann⁠(d), condamnat pentru uciderea a două persoane cu o bombă cu cuie în 1985.
• În 1989, huliganii de fotbal au aruncat bombe cu cuie în susținătorii unui club rival⁠(d) din Olanda.
• O serie de atacuri ce implicau bombe cu cuie⁠(d) a avut loc în 1999, când neo-nazistul David Copeland a instalat mai multe dispozitive explozive în Londra care vizau minorități etnice și persoanele LGBT.

### Anii 2000
• Pe data de 11 octombrie 2002, în Myyrmäki⁠(d), Finlanda, un tânăr de 19 ani pe nume Petri Gerdt⁠(d) a detonat o bombă cu cuie într-un mall local. Șapte persoane au murit, inclusiv Gerdt, iar 159 au fost rănite.
• Pe data de 9 iunie 2004, o bombă cu cuie a fost detonată la Köln, Germania, de către gruparea teroristă nazistă Național Socialist Underground (Nationalsozialistischer Untergrund⁠(d)) într-un cartier comercial popular din Turcia numit „Micul Istanbul”, rănind 22 de persoane și distrugând mai multe magazine și mașini parcate. Potrivit revistei Der Spiegel, gruparea nazistă și-a asumat responsabilitatea într-un DVD găsit în ruinele unei case din Zwickau care a explodat pe 4 noiembrie 2011.
• Pe data de 31 decembrie 2005, o bombă cu cuie a fost detonată la o piață indoneziană⁠(d), iar o a doua bombă nedetonată a fost găsită în apropiere.
• Pe data de 29 iunie 2007, o bombă cu cuie despre care se presupunea că face parte dintr-un complot terorist a fost descoperită într-o mașină⁠(d) și, în consecință, a fost dezamorsată de poliție în West End-ul Londrei⁠(d). A existat o a doua mașină-bombă, mai jos pe stradă, care se pare că era programată să detoneze în timp ce evacuații și supraviețuitorii au fo fugit pe stradă, la o stație de metrou din apropiere.
• Pe data de 21 decembrie 2007, o bombă cu cuie a fost detonată⁠(d) în Sherpao⁠(d), Pakistan, de un atacator sinucigaș. Detonarea a avut loc în interiorul unei moschei strâns, plină de închinători de sărbători. Cel puțin 50 de persoane au fost ucise, iar peste 100 au fost rănite.
• În atacul terorist de la Exeter⁠(d) din 22 mai 2008, o bombă cu cuie a fost detonat în toaletele cafenelei Giraffe din centrul comercial Princesshay⁠(d) din Exeter, Devon. Bomba improvizată a explodat în fața atacatorului în timp ce acesta încerca să o armeze în toaleta cafenelei. Poliția a găsit apoi o altă bombă cu cuie în interiorul cafenelei, după ce toată lumea a fost evacuată

### Anii 2010
• Pe data de 11 aprilie 2011, o bombă cu cuie a fost detonată⁠(d) în Minsk, Belarus. 15 persoane au fost ucise și 204 persoane au fost rănite.
• În timpul revoltei siriene din 2011, s-a raportat că forțele de securitate au folosit bombe cu cuie împotriva mulțimilor de protestatari.
• Pe data de 15 aprilie 2013, Bombe de tip oală⁠(d) pline cu bucăți de metal, cuie și rulmenți cu bile au fost folosite în Atentatul de la maratonul din Boston.
• Pe data de 22 martie 2016, Bombe cu cuie au fost folosite de statul islamic în timpul atacurilor teroriste de pe aeroportul din Bruxelles, Zaventem și stația de metrou din Maelbeek.
• Pe data de 24 septembrie 2016, o bombă cu cuie a fost detonată⁠(d) în Budapesta, Ungaria. Doi polițiști au fost răniți în atac.
• Pe data de 22 mai 2017, un atac terorist ce implica bombe cu cuie a avut loc la Arena Manchester⁠(d), unde cântăreața americană Ariana Grande a cântat. Numărul total al persoanelor ucise a fost de 22, iar 250 au fost răniți. Printre cei 22 de morți se numărau copii, inclusiv unul care avea 8 ani.
• Pe data de 17 octombrie 2018, Vladislav Roslyakov a ucis 20 de persoane folosind bombe cu cuie și o pușcă de tip acțiune pompă în masacrul Colegiului Politehnic din Kerci.